# نادي 9 أكتوبر لكرة القدم
نادي 9 أكتوبر لكرة القدم (بالإسبانية: 9 de Octubre Fútbol Club) هو نادي رياضي مقره في غواياكيل، الإكوادور. يُعرف النادي بفريق كرة القدم الخاص به.
تأسس النادي عام 1912، ويحمل اسم تاريخ إعلان مدينة جواياكيل استقلالها عن إسبانيا في 9 أكتوبر.
حقّق دوري الدرجة الثانية الإكوادوري في موسم 2020.

## تاريخ
تأسس النادي في 25 أغسطس 1912 كنادٍ لكرة القدم يُدعى نادي 9 أكتوبر الرياضي، وأُعيد تأسيسه في 18 أبريل 1926 كنادٍ متعدد الرياضات.